# Katedra Filologii Słowiańskiej Uniwersytetu Łódzkiego
Katedra Filologii Słowiańskiej Uniwersytetu Łódzkiego – jednostka naukowo-dydaktyczna należąca do struktur Wydziału Filologicznego Uniwersytetu Łódzkiego, prowadząca badania slawistyczne oraz studia I i II stopnia na kierunku filologia słowiańska.

## Historia
Zakład Filologii Słowiańskiej powstał w roku akademickim 1995/1996 przy Katedrze Historii Języka Polskiego i Filologii Słowiańskiej UŁ z inicjatywy prof. Marii Kamińskiej. Status katedry otrzymał w 1999 r. 
W 2005 r. nazwa katedry została zmieniona z Katedry Filologii Słowiańskiej na Katedrę Slawistyki Południowej. W okresie 1 marca 2007 r. - 30 września 2012 r. w ramach katedry istniały trzy zakłady: Językoznawstwa, Literaturoznawstwa oraz Paleoslawistyki i Kultury Ludowej. W 2014 r. katedra wróciła do nazwy Katedra Filologii Słowiańskiej.
Pierwszym kierownikiem Katedry była prof. dr hab. Małgorzata Korytkowska. W 2012 r. kierownikiem został prof. dr hab. Georgi Minczew, a od 2018 r. funkcję tę sprawuje dr hab. Ivan N. Petrov, prof. UŁ.
Katedra Filologii Słowiańskiej mieści się obecnie w gmachu Wydziału Filologicznego Uniwersytetu Łódzkiego przy ulicy Pomorskiej 171/173 w Łodzi.

## Działalność naukowa
Pracownicy Katedry Filologii Słowiańskiej Uniwersytetu Łódzkiego prowadzą badania z zakresu lingwistyki, literaturoznawstwa, kultury i glottodydaktyki. Tworzą oni również przekłady tekstów literackich, zagranicznych prac naukowych, a także redagują czasopisma naukowe i serie wydawnicze. Pracownicy Katedry realizują granty i  współpracują z wieloma ośrodkami naukowymi w kraju i za granicą.

## Dydaktyka
Katedra Filologii Słowiańskiej oferuje naukę na kierunku filologia słowiańska na dwóch stopniach kształcenia (trzyletnie studia licencjackie i dwuletnie magisterskie). Kierunek obejmuje dwóch wybranych języków słowiańskich spośród czterech: czeskiego, bułgarskiego, słoweńskiego lub serbskiego, ważniejsze zagadnienia językoznawstwa słowiańskiego oraz wiedzę w zakresie historii, kultury i literatury narodów słowiańskich. Obejmuje to również kulturę duchową i ludową Słowian oraz sytuację geopolityczną Bałkanów.

## Koło Naukowe Slawistów UŁ im. św. św. Cyryla i Metodego
Koło Naukowe Slawistów im św. św. Cyryla i Metodego istnieje od 1995 r. Zostało założone parę miesięcy po powstaniu łódzkiej slawistyki na Wydziale Filologicznym. Do dziś Koło zrzesza studentów, doktorantów slawistyki i nie tylko. Członkami są osoby zainteresowane językami, kulturą, a także turystyką państw słowiańskich, w szczególności Serbii, Słowenii, Bułgarii i Czech.
Główne cele, jakie stawia przed sobą Koło, to m.in.:
- poszerzanie wiedzy z zakresu językoznawstwa, literaturoznawstwa oraz kulturoznawstwa,
- podejmowanie prób badawczych i popularyzacja wiedzy,
- integrowanie studentów filologii słowiańskiej.

Koło aktywnie udziela się w mediach społecznościowych. Prowadzony jest profil Koła na Facebooku, a od 2021 r. również na Instagramie (@slawisci_lodz).